# 约翰·扎卡里·杨
约翰·扎卡里·杨（英語：John Zachary Young，1907年3月18日—1997年7月4日）是一位英国动物学家和神经生理学家，皇家学会会士，被《衛報》誉为“20世纪最有影响力的生物学家之一”（"one of the most influential biologists of the 20th century"）。